# Code de la route
Pour le jeu télévisé français, voir Code de la route (émission de télévision).

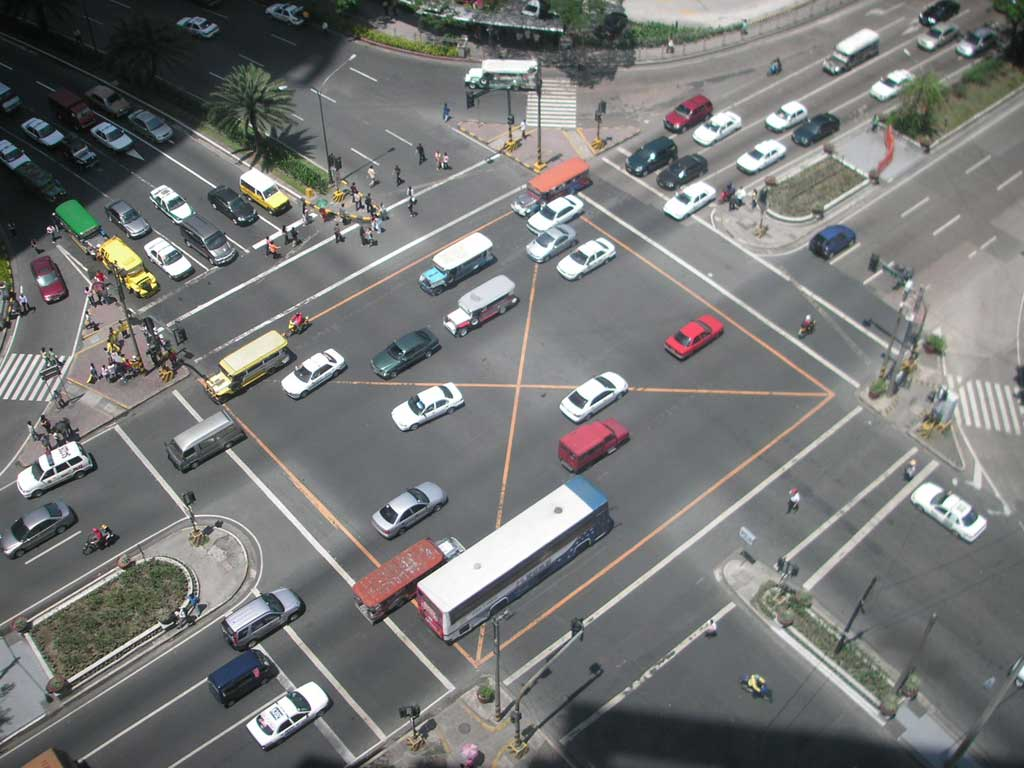
La circulation routière est ordonnée par la réglementation.

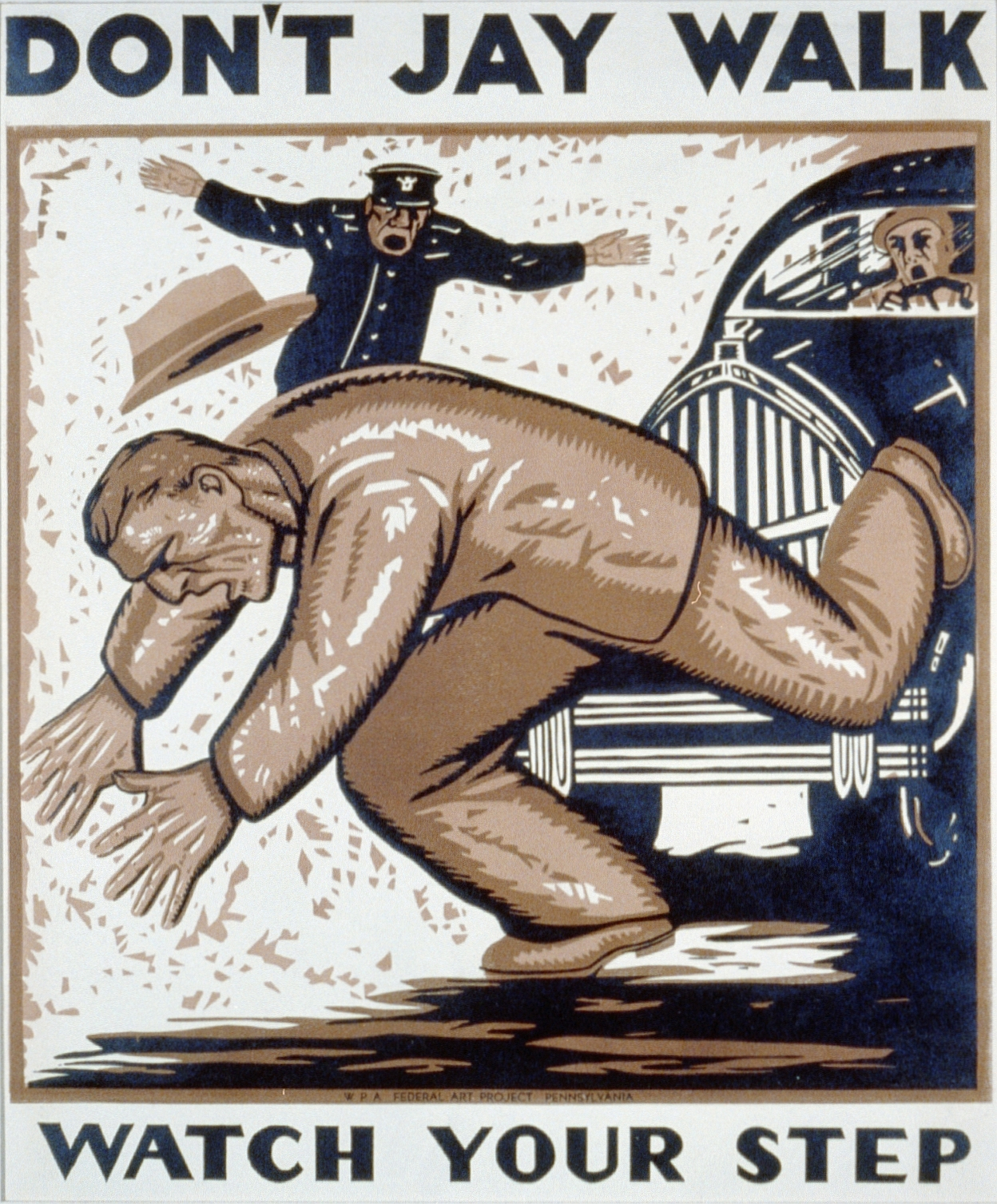
Affiche de 1937 de la Work Progress Administration (agence aux États-Unis) visant à inciter les piétons à ne pas traverser là où ils n'en ont pas le droit.

Le code de la route ou droit routier est l'ensemble des lois et règlements relatifs à l'utilisation des voies publiques (trottoirs, chaussées, autoroutes, etc.) par les piétons, cyclistes, cavaliers, meneurs d'attelage, utilisateurs de deux-roues à moteur, automobilistes et routiers. Il s'agit dans certains pays francophones d'un code législatif, au même titre que le code de l'environnement ou le code pénal, mais il désigne aussi plus vaguement la combinaison de traités, conventions internationales, lois, réglementations et règles de civisme et de savoir-vivre.
Le non-respect des dispositions du code de la route expose le contrevenant à des sanctions de divers niveaux selon la gravité de l'infraction, allant du rappel à l'ordre, à l'amende ou à la peine de prison.

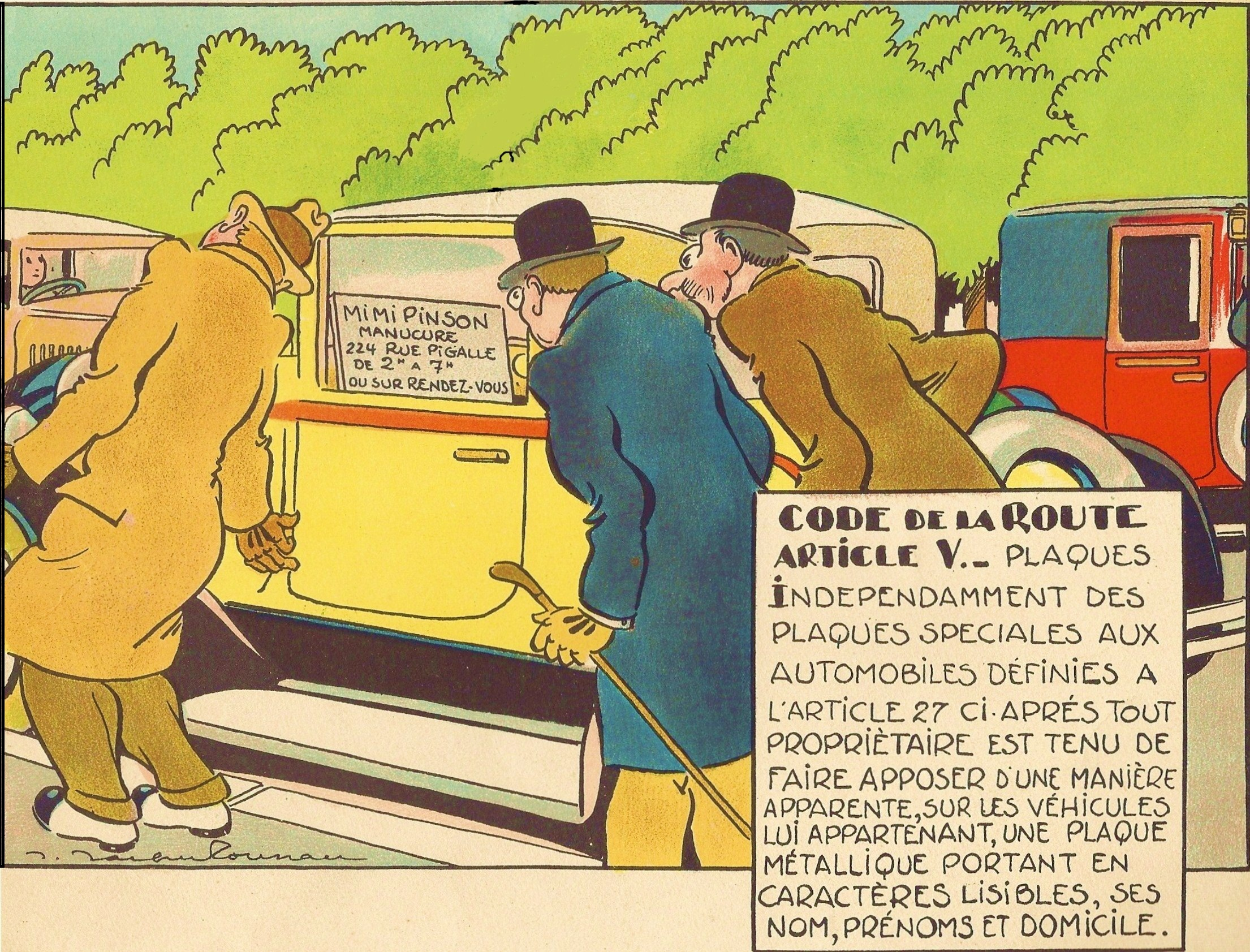

## Histoire

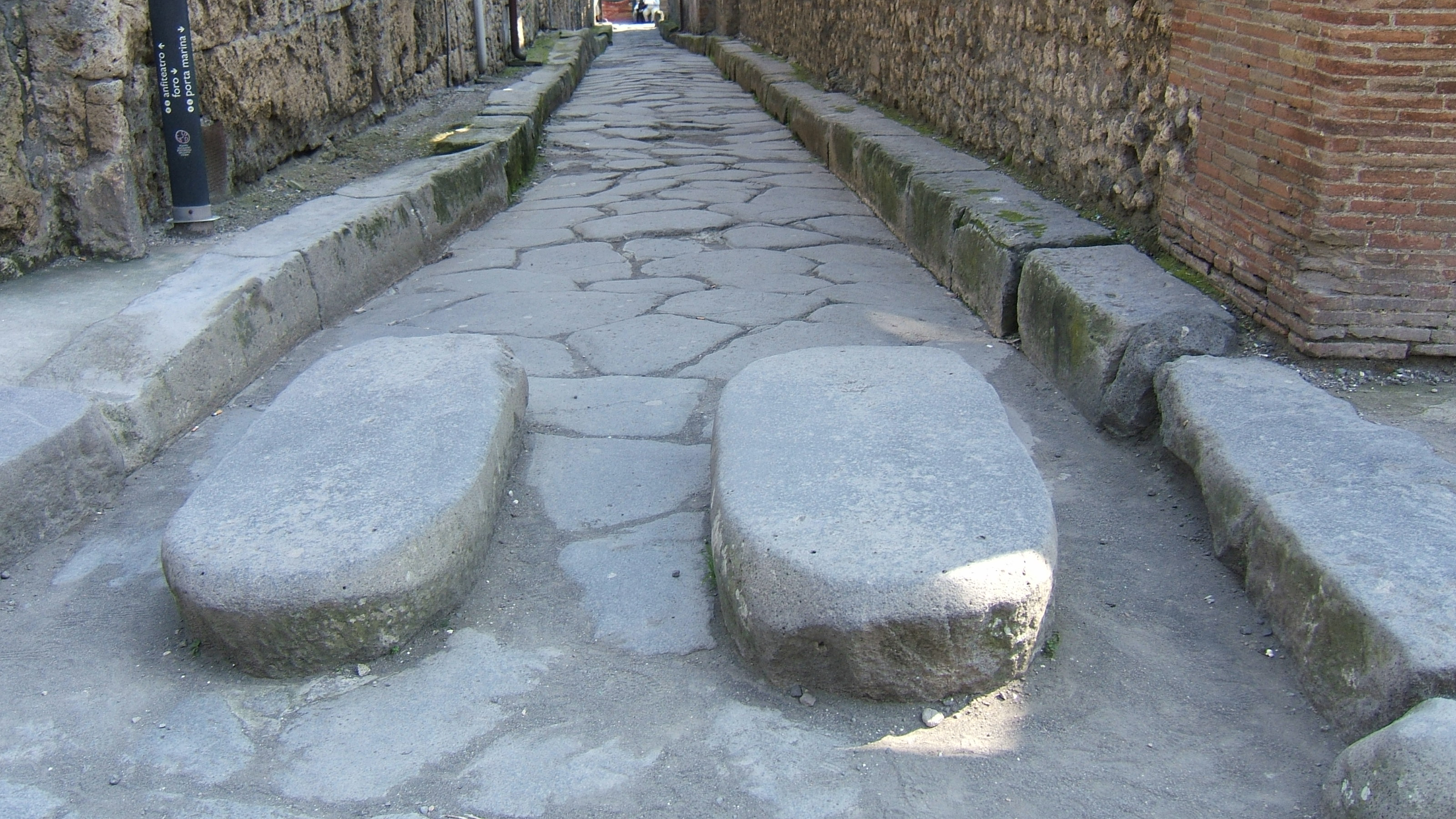
Dans les villes et aux carrefours, dès l'antiquité, il a fallu organiser et réglementer la circulation des véhicules et des piétons (ici : reste d'un passage piéton romain de Pompéi, dimensionné pour le passage des chars tirés par des bœufs ou chevaux).

Certaines règles de bases relatives à la circulation semblent aussi anciennes que les routes.

### Hors cadre international
De nombreux États se sont ralliés à des instruments internationaux pour uniformiser les pratiques et les législations liées à la conduite sur route publique. Certains États y font exception.
Aux États-Unis, chaque État a son propre code de la route (traffic code), quoique le ministère fédéral des transports exerce un certain contrôle sur l'uniformisation de la signalisation routière et des prescriptions techniques, ainsi que sur les règles de circulation sur les autoroutes inter-états (interstate highways).

### Instruments internationaux

États signataires de la convention de Vienne sur la circulation routière.
Signé et ratifié
Adhésion ou succession
Seulement signé

Depuis 1949, les normes internationales prévoient par exemple que pour circuler sur des routes internationales, un véhicule doit avoir une largeur inférieure à 2,50 m ou 8,20 pieds et une hauteur inférieure à 3,80 m ou 12,5 pieds. Le traité (Convention sur la circulation routière, avec annexes), signé à Genève le 19 septembre 1949, précise dans son article 23, que ces dimensions sont valable dans les États adhérents sauf s'il existe un accord régional qui prévoit que ces dimensions soient valables sur certaines routes.
Dans les années 1960, des règles générales, consensuelles et harmonisées, ont été rassemblées dans la Convention de Vienne sur la signalisation routière et la circulation routière. Cette convention a été signée sous l'égide des Nations unies en 1968, permettant à un automobiliste de voyager à l'étranger avec sa voiture sans devoir, à la frontière, passer un contrôle technique, se faire immatriculer ou passer un examen de permis de conduire.
L'accord européen du 1er mai 1971 est venu compléter et renforcer ce dispositif, avec notamment pour effet une uniformisation des signalisations routières essentielles en Europe.
D'autres accords plus techniques existent, notamment sur l'uniformisation (relative) des caractéristiques techniques des véhicules ou la reconnaissance, par les états, des prescriptions techniques d'autres états.
Comme indiqué ci-dessus, la situation en Europe est relativement uniforme. Toutefois, en France, la réglementation peut varier de ville en ville, notamment pour les cyclistes.
La convention de Vienne prévoit plusieurs chapitres :
- règles applicables à la circulation routière ;
- conditions à remplir par les automobiles et les remorques ;
- conducteurs d'automobiles.

Cette convention contient également des annexes relatives au permis de conduire.

#### Dans l'Union européenne
En 2011 paraît la directive 2011/82/UE du Parlement européen et du conseil du 25 octobre 2011 facilitant l'échange transfrontalier d'informations concernant les infractions en matière de sécurité routière.
Depuis le 7 novembre 2013 une Directive de l'Union européenne a été mise en place, « visant à favoriser l'échange transfrontalier d'informations concernant les infractions en matière de sécurité routière ». Les 28 États membres de l'Union européenne sont concernés par la directive. Seuls, l'Irlande, le Royaume-Uni et le Danemark ont refusé d'y adhérer.
Le 6 mai 2014, à Luxembourg, la Cour de justice de l’Union européenne annule la directive sur l’échange transfrontalier d’informations concernant les infractions en matière de sécurité routière.
Cette directive est annulée parce qu'elle se fondait sur l'article 87 du TFUE (coopération policière) alors qu'elle aurait dû être adoptée sur la base de l'article 91 du TFUE (règles communes aux transports internationaux, et sécurité routière). Les effets de la directive sont cependant maintenus pendant un délai maximal d’un an.
Le 13 mars 2015, la directive (UE) 2015/413 du parlement européen et du conseil du 11 mars 2015 facilitant l'échange transfrontalier d'informations concernant les infractions en matière de sécurité routière est publiée au Journal officiel de l'Union européenne.
Elle concerne notamment les infractions commises par des véhicules motorisés :
- l'excès de vitesse ;
- le défaut de port de la ceinture de sécurité ;
- le franchissement d'un feu rouge ;
- la conduite en état d'ébriété ;
- la conduite sous l'influence de stupéfiants ;
- le défaut de port du casque ;
- la circulation sur une voie interdite ;
- l'usage illicite d'un téléphone portable ou de tout autre appareil de communication en conduisant un véhicule[5].

#### En Amérique
En Amérique, a été établie la Convention on the Regulation of Inter-American Automotive Traffic 1943,
Cette convention fixe pour le trafic international une limite en largeur de 2,44 mètres et une limite en hauteur de 3,80 mètres.

## Principes
La plupart des pays définissent une législation nationale relative à la circulation routière et aux thématiques connexes, ainsi que les sanctions applicables. Pour favoriser la mobilité, de nombreux pays se sont entendus pour que leur législation soit de fait relativement compatible avec certains principes connus de nombreux conducteurs.
Toutefois, certaines différences existent, pour des raisons historiques, de sécurité routière, ou d'indépendance politique. En particulier, dans certains États fédéraux certaines règles peuvent être déléguées à des régions/Etats subsidiaires, notamment en Inde.

### Pays avec codification juridique de la législation routière
Ces codes sont généralement harmonisés, notamment par la Convention de Vienne sur la circulation routière.
En dehors de la loi, la signalisation est également harmonisée par la Convention de Vienne sur la signalisation routière et l'Accord européen de Genève sur la signalisation routière.
Les lois relatives à la circulation routière font l'objet d'un code spécifique, notamment dans les pays suivants :
- Allemagne : Code de la route ;
- Autriche : Code de la route 1960 (de) ;
- Belgique : Code de la route[9] ;
- Brésil : Code de la route (pt), basé sur la convention de Vienne ;
- Canada :
  - Québec : L.R.Q. chapitre C-24.2 Code de la sécurité routière ;
  - Manitoba : la Codification Permanente des Lois du Manitoba contient un Highway Traffic Act traduit en Code de la route en français (chapitre H 060)[10] ;
- États-Unis : Codes de la route (en) (spécifique à chaque État des États-Unis) ;
- France : Code de la route ;
- Italie : Code de la route (it) ;
- Luxembourg : Code de la route (de). La législation porte le nom de Code de la route et est considéré comme « codes-loi »[11] ou recueil de Législation Routière ;
- Maroc : la « loi no 52-05 portant code de la route » concerne la codification de la circulation routière, approuvé en deuxième lecture le 14 janvier 2009[12] et promulguée le 11 février 2010 (26 safar 1431) ;
- Portugal : Code de la route (pt).

### Pays sans codification juridique de la législation routière

#### Nouvelle-Zélande
En Nouvelle-Zélande, la législation routière n'est pas non plus codifiée ; il existe des lois comme le « Road User Charges Act 1977 », le « Automobile Association (Central) Act 1980 », le « Government Roading Powers Act 1989 », ou le « Land Transport Act 1998 ».
Comme au Royaume-Uni, les services publics publient des livres d'apprentissage de la conduite. Ces livres sont déclinés en fonction du type d'usage fait de la route : il existe un guide pour conduire une automobile, un guide pour conduire une bicyclette, un guide pour conduire un poids-lourd et un guide pour conduire un deux-roues motorisé.
Enfin, la réglementation routière en Europe ne traite pour ainsi dire pas des règles d'utilisation de la chaussée par les véhicules particuliers.

#### Inde
En Inde, l'une des principales lois concernant la circulation routière est le THE MOTOR VEHICLES ACT, 1988 du 14 octobre 1988. Cette loi s'étend sur l'entièreté de l'Inde et définit un cadre pour divers sujets liés à la conduite, notamment : permis de conduire, enregistrement des véhicules, assurance et protection des victimes, autorité compétente pour définir les limitations de vitesse ou la signalisation routière. Cette loi encadre les domaines où les gouvernements des Etats indiens peuvent agir.
Pour le conduite, la loi RULES OF THE ROAD REGULATIONS, 1989 définit depuis 1989 plus d'une trentaine de règles de conduite.
Les RULES OF THE ROAD REGULATIONS, 1989 concernent notamment: la conduite à gauche, les virages, les dépassements par la gauche, par la droite, les interdictions et obstructions de dépassement, les carrefours, le cédez le passage, le passage des véhicules d'urgence, les droits piétons, les indications données par le conducteur, leur version électrique, la visibilité des optiques §16, les sens uniques §17, les files de circulation §18, l'arrêt aux lignes §19, le remorquage §20, les avertisseurs sonores §21, la signalisation routière §22, la distance de sécurité §23, le freinage brusque §24, la priorité des véhicules ascendants §25, la gêne du conducteur §26, les processions et travailleurs §27, le transport de biens §28, les chargements §29, les matières dangereuses §30 et la marche arrière §31.

#### Royaume-Uni
Pour ce qui concerne la législation, au Royaume-Uni, il existe un Road Traffic Act (en) et un Traffic Signs Regulations and General Directions.
Pour ce qui concerne l'apprentissage, le Highway Code est un livre qui contient d'une part des références législatives et d'autre part des conseils.

#### Suisse
En Suisse, cette législation n'a pas l'appellation de code ; elle est définie par la loi fédérale sur la circulation routière (LCR, numéro 741.01 du RS), ainsi qu'une ordonnance, l'OCR.

## Généralités
Un code de la route peut contenir des règles relatives :
- aux qualités ou compétences qu'un usager doit posséder selon l'usage qu'il fait de la voie publique (permis de conduire, âge minimum, examen médical) ;
- aux caractéristiques qu'un véhicule doit posséder (homologation des véhicules, contrôle technique régulier, couverture par assurance de la responsabilité du conducteur…) ;
- à la façon dont un usager peut utiliser la voie publique (rouler à droite ou à gauche, limitations de vitesse, stationnement, présence de frein et de bandes réfléchissantes sur les pédales…) ;
- à la façon dont les usagers interagissent entre eux (règles de priorité par exemple) ;
- à la façon dont les autorités peuvent imposer des règles locales sur certaines portions de voie publique (signalisation, policier…).

Ces législations doivent en particulier être conforme aux engagements de la Convention de Vienne sur la circulation routière.
Le code de la route n'est pas un instrument figé, puisqu'il variera selon la perception des autorités et de la population de ce qui est important ou vital dans la réglementation (voir par exemple l'évolution de la perception de l'excès de vitesse en Europe ces dernières années).

## Apprentissage

### Livres d'apprentissage
De nombreux livres ont été édités pour apprendre la loi aux conducteurs. Ces livres incluent souvent dans leur titre le nom de la loi française : Code de la route.
Les premiers livres d'apprentissage se contentaient de reproduire les textes législatifs du code de la route, en les agrémentant de publicités et d'informations pratiques pour le passage des frontières ou encore des conseils sur l'attitude à tenir en cas d'accident.
Si la plupart de ces livres sont édités par des éditeurs privés, au Royaume-Uni, ces livres sont édités par un éditeur public sous le nom du Highway Code.
En France, les livres de code de la route ainsi que les fournitures officielles de préparation des permis de conduire sont édités par des sociétés spécialisées qui vendent ces fournitures aux auto-écoles. Les auto-écoles redistribuent ces fournitures aux élèves désirant préparer leur permis de conduire. Les éditeurs officiels[réf. nécessaire] sont : Les Codes Rousseau, les éditions nationales du permis de conduire (ENPC) et les éditions de la sécurité routière (EDISER).

### Autres médias
Les livres d'apprentissage de la conduite sont bien connus. Certains sont disponibles en lignes, par exemple les apprenti-conducteurs britanniques peuvent accéder au Highway Code.
L'apprentissage se fait aussi par auto-école.

## Concepts
Si les législations varient plus ou moins selon les États, beaucoup d'entre elles définissent des concepts clés comme le sens de circulation et la limitation de vitesse.

### Le sens de circulation

Conduite à droite
Conduite à gauche

En Europe, jusqu'au XVIIIe siècle, aucune règle n'existait formellement à ce sujet.
Selon les pays, les véhicules sont tenus de circuler sur un côté précis de la chaussée, gauche ou droite. Il s'agit probablement de la règle de circulation la plus ancienne, car les premières réglementations remontent à plus de 200 ans, précédant de beaucoup l'apparition des véhicules à moteur.
Les raisons pour lesquelles certains pays choisirent le côté gauche et d'autres le côté droit pour circuler ne sont pas connues avec certitude et doivent certainement tenir autant de considérations pratiques qu'arbitraires. On peut expliquer, en Angleterre par exemple, le choix de ce sens par des raisons utilitaires très anciennes : en roulant à gauche, les épées dans leur fourreau ne s'entrechoquaient pas. De par ce fait, beaucoup d'anciennes colonies britanniques continuent de rouler à gauche. Ce serait même pour s'opposer aux Anglais que Napoléon aurait exigé que l'on roule à droite en France, mesure qui s'est étendue à l'ensemble de l'Europe continentale ; plus généralement, il s'agissait de réduire les accidents entre chariots ou coches, majoritaires sur les routes et ayant tendance à aller à droite, car guidés par un postillon maniant un fouet de la main droite et donc assis sur le cheval de gauche.
Dans tous les cas, on estimait en 2005 qu'environ le tiers de la population mondiale roulait à gauche, les deux autres tiers à droite (voir paragraphe Répartition mondiale dans l'article connexe).

### Vitesse maximale autorisée
Dans le cas général, le conducteur est responsable de limiter la vitesse de son véhicule en fonction notamment de son environnement, pour la sécurité de tous et pour ne pas endommager les chemins de terre. Pour l'aider dans ces décisions, des limitations de vitesse, légales ou spécifiquement signalées existent dans la plupart des pays.
Selon les pays, la vitesse maximale autorisée varie fortement.
De nombreux pays, y compris la France, distinguent tout de même trois types de routes, à laquelle les vitesses maximales autorisés par défaut sont différentes : routes en agglomération ; routes (hors agglomération) ; autoroutes. D'autres pays, comme la Californie, utilisent des conventions différentes : les limites générales s'appliquent devant les écoles et les maisons pour seniors, mais pour chaque autre route les limites peuvent être changées au cas par cas par l'autorité compétente, sans considération d'agglomération.
Aussi, on distingue plusieurs types de véhicules :
- les véhicules à moteurs, qui comptent : cycle à moteur (ou motocycle), voiture, poids lourd ;
- le véhicule qui n'a pas de moteur : le vélocycle.
- suivant les législations nationales, de nouveaux véhicules intermédiaires : trottinettes électriques, véhicules électriques

Parfois, et notamment dans des pays européens, la vitesse maximale légale peut dépendre d'un contexte, d'une situation : pluie, neige, verglas, orage, éboulement de terrain, descente, côte, tunnel, par exemple.

## Signalisation
Dans de nombreux pays existe un système de signalisation routière. En France, ainsi que dans certains des pays suivant la convention de Vienne ou un autre traité, cette signalisation se compose de panneaux, de feux et de marquages au sol.

### Panneaux

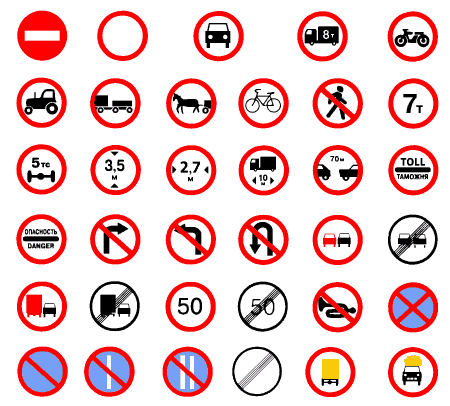
Panneaux routiers d'interdiction russes

Les panneaux routiers servent à avertir des priorités, d'un danger, d'une interdiction, d'une indication (ou information) ou d'une limitation. La Convention de Vienne sur la signalisation routière établie entre les États européens et quelques États d'Afrique, d'Arabie, d'Asie et des Antilles fixe une référence concernant le contour des panneaux ainsi que leur dessin et leur signification.
Cependant, si les États sont encouragés à harmoniser leurs signalisations, le dessin des panneaux n'est généralement pas inscrit dans la loi, en particulier en France le code de la route fait seulement référence à ces panneaux, sans en fournir ni la forme, ni la couleur.

### Passage piéton
Le passage piéton est un marquage au sol étant à la disposition des piétons pour leur permettre de favoriser leur passage sur la chaussée, tout en avertissant les automobilistes d'une possible traversée de piétons à cet endroit. Ils peuvent être surélevés, implantés dans un carrefour, à feux de signalisation (dans ce cas, il y a des feux piétons qui doivent être respectés), mis sur route ou bien précédés ou suivis d'une piste piéton spéciale de balade, accompagnée d'une piste cyclable pour certains pays.

### Feux de signalisation
Dans le monde, les feux de signalisation sont de formes, de tailles et d'utilisation différentes. Il est rare qu'un usager se voit attribuer la faculté de les respecter, et non l'obligation. Ils peuvent être appliqués à tous les usagers de la route, surtout pour les véhicules à deux roues et ceux à moteur.
Le code de la route d'un pays précise les modalités juridiques d'utilisation des feux et les sanctions applicables.

## Les nouveaux modes de transports individuels: des règles à définir

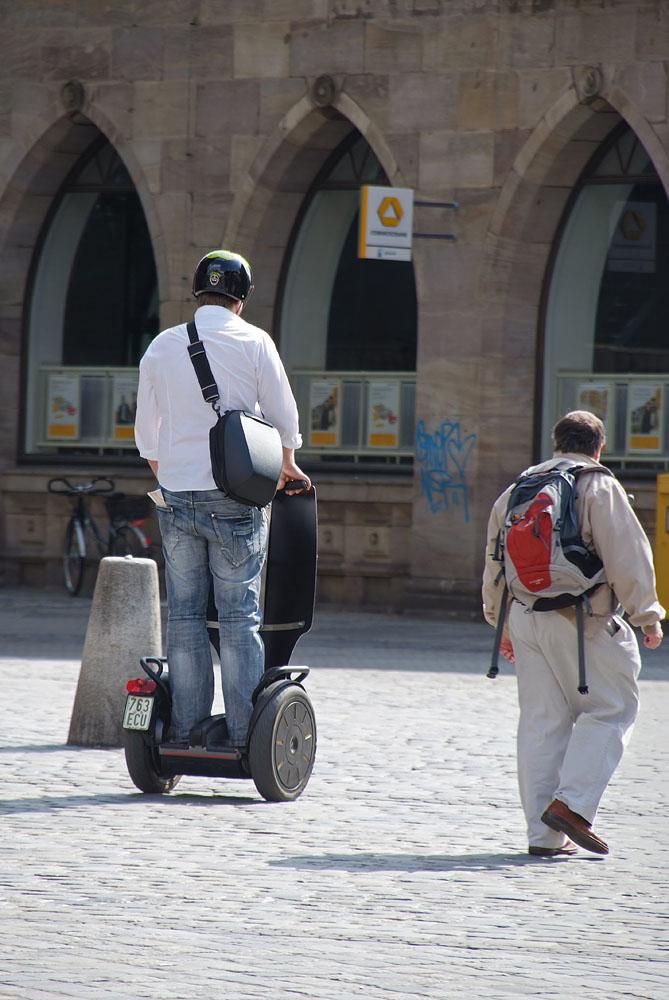
Un EDP (Segway) en Allemagne équipé d'une lumière rouge et d'une plaque d'immatriculation.

La multiplication récente de nouveaux modes de transports individuels motorisés, hybrides entre piétons et véhicules, tels que les gyropodes, gyroroues, trottinettes et vélos électriques, pose la question de la législation applicable. En France, il est reconnu que ces engins sont, en 2015, dans un flou juridique. En Angleterre, leur utilisation est interdite sur les trottoirs en vertu du Highway Act 1835, et des personnes ont été verbalisées à ce titre, bien que des protestations se soient élevées contre l'application à cet engin d'une loi datant de 170 ans, initialement destinée à empêcher la circulation des chevaux, moutons et autres bétails ou chariots.